# Gambrus antefurcalis
Gambrus antefurcalis är en stekelart som först beskrevs av Constantineanu 1968.  Gambrus antefurcalis ingår i släktet Gambrus och familjen brokparasitsteklar. Inga underarter finns listade i Catalogue of Life.